# Terra de Victòria

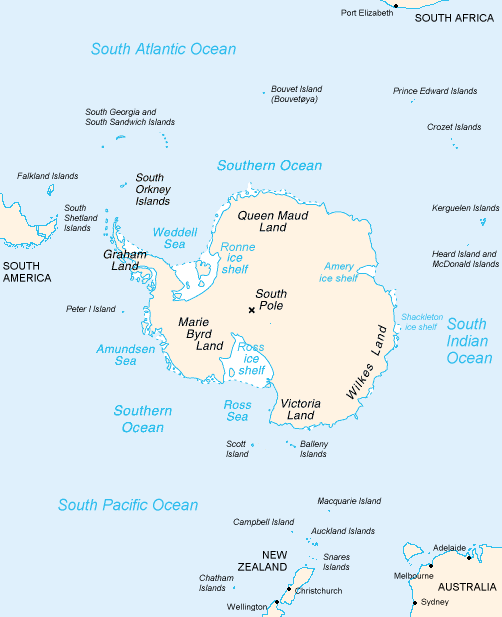
En aquest mapa de l'Antàrtida, la regió de Terra de Victòria està localitzada per sota el Barrera de gel de Ross.

Terra de Victòria és una regió de l'Antàrtida limitada a l'est pel Mar de Ross i a l'oest per la Terra de Wilkes. Fou descoberta pel capità James Clark Ross el gener de 1841 i la va anomenar així per la reina Victòria I.
La regió inclou cadenes muntanyoses com les muntanyes Transantàrtiques i les Valls Seques. Els primers exploradors de la Terra de Victòria varen ser James Clark Ross i Douglas Mawson.